# Lliga libanesa de futbol
La Lliga libanesa de futbol (francès: Championnat du Liban de Football) és la màxima competició futbolística del Líban. Començà a disputar-se l'any 1934.

## Clubs participants temporada 2017-18
| Club                         | Ciutat  | Estadi                      | Capacitat |
| ---------------------------- | ------- | --------------------------- | --------- |
| Al-Ahed                      | Beirut  | Estadi Municipal de Beirut  | 22.500    |
| Al Akhaa Al Ahli             | Aley    | Estadi Amin AbdelNour       | 3.500     |
| Al-Ansar                     | Beirut  | Estadi Municipal de Beirut  | 22.500    |
| Al Islah Al Bourj Al Shimaly | Tir     | Estadi Sour                 | 22.000    |
| Al Nejmeh                    | Beirut  | Estadi Rafic El-Hariri      | 5.000     |
| Al Nabi Sheet                | Zahlé   | Estadi Al-Nabi Shayth       | 5.000     |
| Racing Beirut                | Beirut  | Estadi Bourj Hammoud        | 8.000     |
| Safa                         | Beirut  | Estadi Safa                 | 4.000     |
| Salam Zgharta                | Zgharta | Estadi Zgharta              | 5.000     |
| Shabab Al-Arabi              | Beirut  | Estadi Municipal de Beirut  | 22.500    |
| Tadamon Sour                 | Tir     | Estadi Sour                 | 6.500     |
| Tripoli SC                   | Trípoli | Estadi Municipal de Trípoli | 22.000    |

## Historial
Font:
- 1933-34:  Al-Nahda (1)
- 1934-35:  American UB (1)
- 1935-36:  Al Sikka (1)[a]
- 1936-37:  American UB (2)
- 1937-38:  American UB (3)
- 1938-39:  Al Sikka (2)
- 1939-40: Cancel·lat [b]
- 1940-41:  Al Sikka (3)
- 1941-42:  Al-Nahda (2)
- 1942-43:  Al-Nahda (3)
- 1943-44:  Homenetmen (1)
- 1944-45:  Homenmen (1)
- 1945-46:  Homenetmen (2)
- 1946-47:  Al-Nahda (4)
- 1947-48:  Homenetmen (3)
- 1948-49:  Al-Nahda (5)
- 1949-50: No es disputà
- 1950-51:  Homenetmen (4)
- 1951-1953: No es disputà
- 1953-54:  Homenmen (2)
- 1954-55:  Homenetmen (5)
- 1955-56:  Racing Beirut (1)
- 1956-57:  Homenmen (3)
- 1958-1960: No es disputà
- 1960-61:  Homenmen (4)
- 1961-62: No es disputà [c]
- 1962-63:  Homenetmen (6)
- 1963-64: No es disputà [c]
- 1964-65:  Racing Beirut (2)
- 1965-66: No es disputà [c]
- 1966-67:  Al-Shabiba Mazraa (1)
- 1967-68: No es disputà [c]
- 1968-69:  Homenetmen (7)
- 1969-70:  Racing Beirut (3)
- 1970-1972: No es disputà
- 1972-73:  Al Nejmeh (1)
- 1973-74: no es disputà
- 1974-75:  Al Nejmeh (2)
- 1975-1987: No es disputà
- 1987-88:  Al Ansar (1)
- 1988-89: No es disputà
- 1989-90:  Al Ansar (2)
- 1990-91:  Al Ansar (3)
- 1991-92:  Al Ansar (4)
- 1992-93:  Al Ansar (5)
- 1993-94:  Al Ansar (6)
- 1994-95:  Al Ansar (7)
- 1995-96:  Al Ansar (8)
- 1996-97:  Al Ansar (9)
- 1997-98:  Al Ansar (10)
- 1998-99:  Al Ansar (11)
- 1999-00:  Al Nejmeh (3)
- 2000-01: No finalitzat [d]
- 2001-02:  Al Nejmeh (4)
- 2002-03:  Olympic Beirut (1)
- 2003-04:  Al Nejmeh (5)
- 2004-05:  Al Nejmeh (6)
- 2005-06:  Al Ansar (12)
- 2006-07:  Al Ansar (13)
- 2007-08:  Al Ahed (1)
- 2008-09:  Al Nejmeh (7)
- 2009-10:  Al Ahed (2)
- 2010-11:  Al Ahed (3)
- 2011-12:  Safa SC (1)
- 2012-13:  Safa SC (2)
- 2013-14:  Al Nejmeh (8)
- 2014-15:  Al Ahed (4)
- 2015-16:  Safa SC (3)
- 2016-17:  Al Ahed (5)
- 2017-18:  Al Ahed (6)
- 2018-19:  Al Ahed (7)
- 2019-20: Cancel·lat [e]
- 2020-21:  Al Ansar (14)
- 2021-22:  Al Ahed (8)
- 2022-23:  Al Ahed (9)